# František Jiránek
František Jiránek, né le 24 juillet 1698 à Lomnice nad Popelkou et mort en 1778 à Dresde, est un compositeur et violoniste bohémien. Il semble avoir été l’élève de Vivaldi.

## Source
- (en) Cet article est partiellement ou en totalité issu de l’article de Wikipédia en anglais intitulé « František Jiránek » (voir la liste des auteurs).